# 缅甸国家僧伽委员会
国家僧团大导师委员会，另译缅甸国家僧伽委员会、缅甸国家最高僧伽委员会，是由缅甸政府任命的高级佛教神职人员团体，负责监督和管理全国的僧伽。

## 历史
该委员会是在1980年5月24日至27日于仰光举行第一次净化、延续和传播佛教教义大会后成立的，该集会旨在巩固国家对全国僧伽的控制。大会建立了一个等级制度，为了在村组/街区、邦/省和国家各级行政区划内管理僧侣，设计了一个由33名成员组成的中央管理机构，现在称为国家僧团大导师委员会，该委员会负责管理全国所有僧伽。该委员会还规定，僧伽需强制登记并领取单独的身份证。

## 成员资格
该委员会现由47名成员组成，其中主席1名，副主席6名，秘书长1名，联席秘书长6名，其他成员33名，全部由缅甸政府宗教事务部门任命。到1995年为止，任命期限为5年。自1995年以来，政府缩短了任期，每三年更换四分之一的席位。

## 争议
理论上，该委员会负责监督违反上座部戒律的行为。政府利用这个机构来限制僧侣参与非宗教事务。该委员会有权对违反其命令以及戒律法规的僧侣解除僧籍，并将僧侣驱逐出其所驻寺院。
2007年藏红花革命期间，该委员会宣布了新规定，禁止僧侣参与世俗事务。
2009年12月，委员会禁止发布由僧侣举办的佛法讲座广告，包括海报。